# Riway
La ciudadela de Riway es un sitio arqueológico ubicado en el distrito de Acochaca, provincia de Asunción, región Áncash, Perú. Se sitúa a 4.006 m s. n. m., en la vertiente oriental de la Cordillera Blanca sobre el cerro Riway, a escasos kilómetros del pueblo de Sapchá.

## Historia

Grupos étnicos de Áncash a la llegada de los incas. Los chagas, pertenecieron al grupo Huari.

Riway fue un centro residencial importante durante el apogeo de la Cultura Recuay, su construcción se dio entre el 400-800 d. C. y fue habitado hasta el 1200. Se localiza sobre los 4.000 m s. n. m. El yacimiento arqueológico cubre aproximadamente 2 hectáreas. También presenta arquitectura defensiva con muros perimétricos que en su tiempo pudieron llegar a medir 15 metros de alto, terrazas elevadas y accesos restringidos.
Durante la expansión del Tahuantinsuyo hacia el norte, Riway y Katin fueron los puntos fortificados donde se refugiaron los grupos étnicos de la zona de Chacas, los ichohuaris, estos, luego de cortar los caminos y puentes, habrían dado resistencia a los incas por al menos medio año debido a lo agreste de su territorio. El párroco e historiador huarino, Santiago Márquez Zorrilla tradujo hacia el año 1940, el relato ancestral de un campesino de Chinlla al que llamó la "maldición del inca".

«El inca, gran señor del Cusco, desde Maraycalle, que desde aquí se ve, por allá por las alturas de Yauya, al divisar por estos lados y contemplar las verdes praderas de Chinlla, Sapchá, Colpa y Cunya y más poblados, envió emisarios a pedir que Kátin y Riway se sometieran a su imperio y que en señal de vasallaje le enviaran doce jóvenes ñustas para su séquito. Entonces los muy valientes Kátin y Riway contestaron al inca con palabras bravas y se negaron a obedecerle. El inca que era soberbio y que venía desde el Cusco sometiendo a todos los pueblos tomó muy a mal esta desobediencia. Subiose a lo más alto de Maraycalle y desde allí tiró con su poderosa honda primero un puñado de tierra que cayó en Allpabamba, y después otro puñado de Shashal que calló sobre Chinlla. Que si mandan lo que el inca pedía habría tirado oro y plata, en lugar de shashal y allpa. Por eso, aquí en Chinlla estamos condenados a trabajar toda la vida haciendo ollas con estos viles materiales, sin conseguir oro ni plata sino solo sufrimiento y pobreza,¡Es la maldición del inca! En cambio Llamellín recibió la bendición del inca porque mandó el tributo que pedía, por eso sus tierras son tan buenas que nunca sus cosechas se pierden como entre nosotros »
 Traducción de la historia quechua narrada a Santiago Márquez Zorrilla, párroco de Chacas.

## Complejo arqueológico
El sitio se divide en dos zonas. La primera está amurallada y corresponde a un alto espolón caracterizado por dos cerros cuyas cumbres fueron allanadas para formar dos plazuelas circulares ceremoniales. Los dos cerros están unidos por un horcajo natural. La superficie de la primera zona es de 5 694 m² y está rodeada por una muralla defensiva y ceremonial, sus ocupantes pudieron ser nobles y sacerdotes, los edificios están actualmente derrumbados: sin techo y con los muros internos y externos derrumbados.
La segunda zona corresponde a un pequeño valle bien abrigado de la vertiente sur y dominado por el espolón amurallado: las ruinas allí descienden hacia un manantial (3 966 m s.n.m) y están delimitadas y conectadas con la zona A por una muralla discontinua y ahora incompleta, que no tenía la función de contención. Muralla que delinea una superficie de unos 15 000 m². Aquí se halla el único edificio todavía techado: un montículo-tumba.